# Angela Jackson
Angela Marie Jackson (West Allis, 30 marzo 1976) è un'ex cestista statunitense, professionista nella WNBA.

## Carriera
È stata selezionata dalle Washington Mystics al quarto giro del Draft WNBA 1998 (33ª scelta assoluta).